# 花园山圣家堂
30°33′12.8″N 114°18′9.61″E / 30.553556°N 114.3026694°E

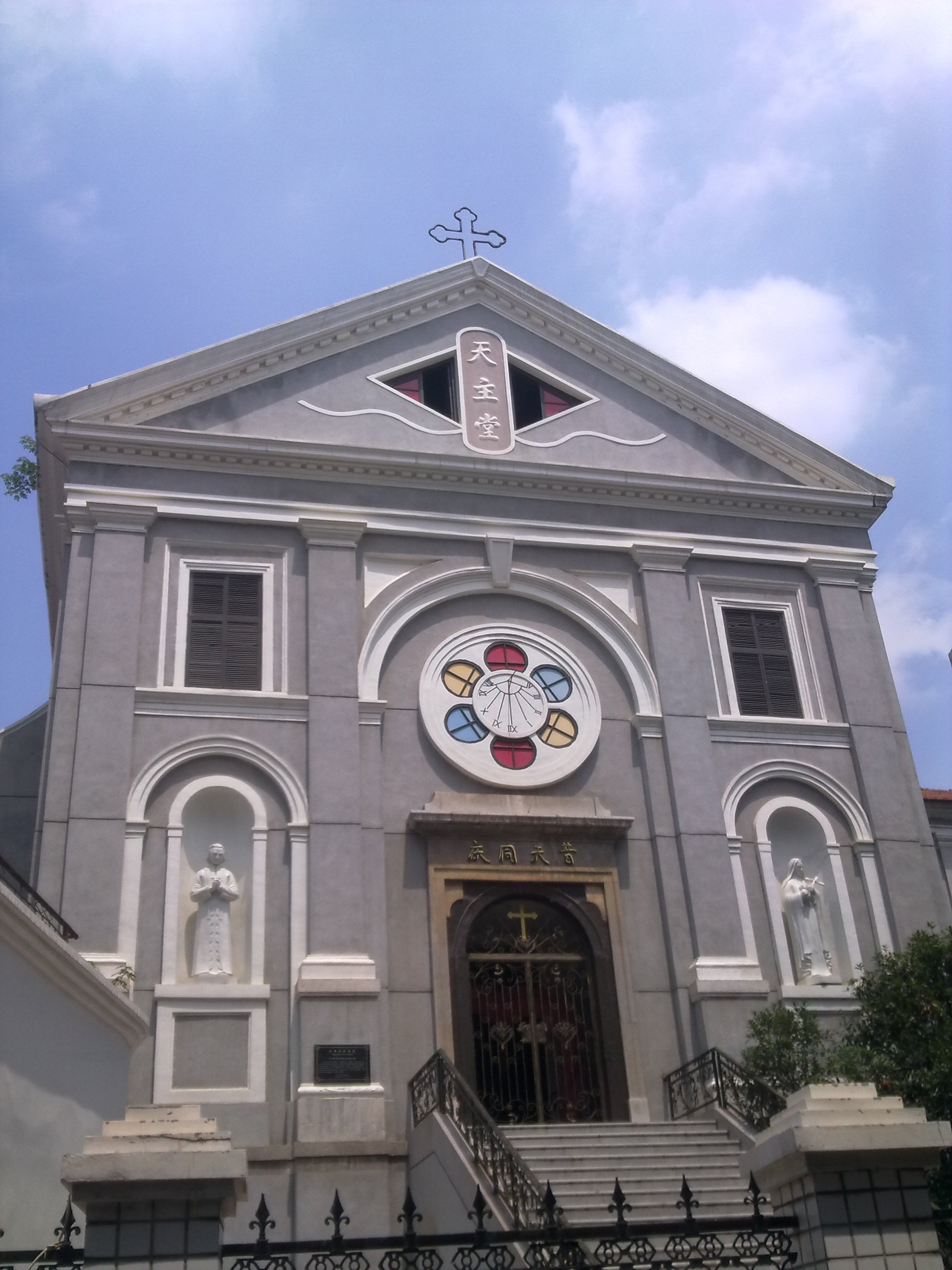
花园山圣家堂

花园山圣家堂是位于湖北省武汉市武昌区花园山的一座19世纪建造的天主教堂，也是天主教武昌教区的主教座堂。1862年，湖北代牧区的主教、意大利方济各会的明位笃（Eustachics Zanoli）主教将主教府、修院从应城乡下迁到省会武昌的花园山，明就任主教后，在武昌花园山购置大片土地，修建颇具规模的主教公署，扩建大修院。
1889年，继任的江德成（Epiphanus Caitassace）主教建造了华丽的主教座堂，长36米，宽18米，高20米，可容500人。
1923年12月12日，湖北東境代牧区分为汉口代牧区、武昌监牧区和汉阳监牧区，管理武昌、咸宁、通山、鄂城、大冶、阳新等县教务。3个教区分别隶属于不同的传教修会，汉口代牧区为意大利方济各会，武昌监牧区为美国方济各会，汉阳监牧区为爱尔兰高隆庞传教会。武昌监牧区首任主教艾原道。艾原道在任期间，建立中国圣若瑟善功修女会，开办花园山育婴堂、圣若瑟医院、善导女中、方济印书馆等。
1940年，艾原道主教去世，美籍波兰裔方济各会会士郭时济（Rembertus Kowalski）继任代牧主教。不久太平洋战争爆发，郭被日军拘禁于上海集中营。1946年，武昌代牧区升为教区，郭为首任主教。1951年，郭时济因“花园山育婴堂事件”被捕，1953年被驱逐出境。
此后，花园山教区由中国籍神职人员史宪璋、赵心耕、蒋苏、继任代主教，1958年袁文华被选为教区主教，1966年文革爆发，一切宗教活动停止，武昌圣家堂被改为工厂，内部设施以及内外建筑装饰遭到严重毁坏。
1983年10月，圣家堂修复一新，恢复宗教活动。